# Karel Chotek
Karel hrabě Chotek z Chotkova a Vojnína (německy Carl Bernhard Graf Chotek von Chotkowa und Wognin; 23. července 1783 Vídeň – 28. prosince 1868 Vídeň), příslušník staročeského šlechtického rodu Chotků z Chotkova, byl rakouský úředník, guvernér tyrolský a poslední nejvyšší purkrabí Českého království. Ve funkci nejvyššího purkrabího se významně zasloužil o rozvoj Prahy.

## Život a dílo
Karel Chotek studoval práva v Praze a ve Vídni. Svoji kariéru ve státní službě začal roku 1802 jako úředník při pražském guberniu. Postupně zastával pozice krajského hejtmana v Hranicích (1805), guberniálního rady v Brně (1811), tajemníka ministerstva financí a krajského hejtmana v Přerově (1812).
Ke konci napoleonských válek se účastnil italského tažení rakouské armády proti maršálovi Muratovi a následně byl jmenován gubernátorem terstským (1816–1818). V této funkci se zasloužil o rozvoj Istrie: mimo jiné vystavěl v Terstu dům chudých, maják na pobřeží a nový vodovod; zřídil pravidelnou plavbu parní lodi mezi Terstem a Benátkami. V letech 1819–1824 působil jako tyrolský gubernátor a rovněž se zasazoval o rozvoj této země: založil tyrolské zemské muzeum Ferdinandeum (1823), zřídil ústav pro chudé a spořitelnu, zavedl pojištění proti ohni a usiloval o povznesení školství. Roku 1824 byl ustanoven dvorním kancléřem a předsedou studijní dvorní komise ve Vídni.

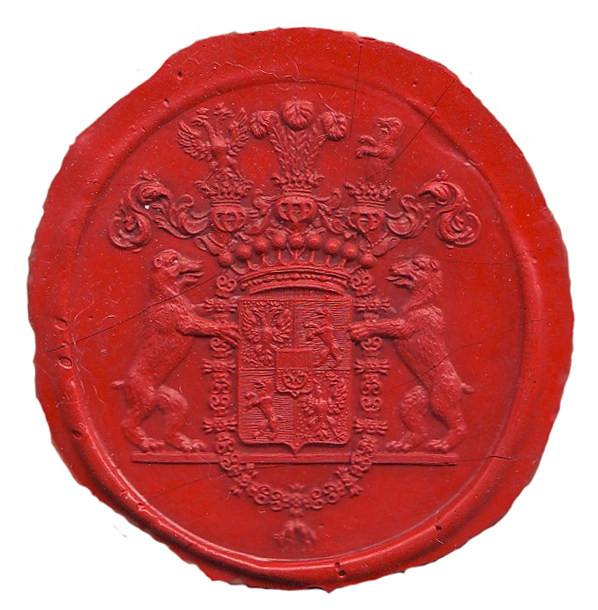
Pečeť nejvyššího purkrabího Království českého,1836

V letech 1826–1843 byl nejvyšším purkrabím Království českého. Během svého působení aktivně organizoval rozsáhlou výstavbu a modernizaci infrastruktury v českých zemích, obzvláště v Praze. V tomto úřadě projevil mimořádnou iniciativu v úsilí o hospodářský rozvoj země. Jeho zásluhou byly pravidelně pořádány hospodářské výstavy, široce se rozvinula výstavba silnic, pod jeho patronací byla založena Jednota ku povzbuzení průmyslu v Čechách.
V Praze díky jeho iniciativě byly dlážděny ulice a náměstí, zaváděna kanalizace, stavěny nové společenské, zdravotní a charitativní budovy, zakládány veřejné sady a sázena stromořadí aj. Z jeho popudu byly v českých městech houfně ustavovány okrašovací komise, které měly za úkol provádět rozvoj měst podobně jako se tomu dělo v Praze. Na jeho počest byla roku 1870 důležitá pražská ulice na území Hradčan a Malé Strany, vybudovaná z jeho popudu v letech 1831–1832, pojmenována Chotkova silnice. Zasloužil se o výstavbu druhého mostu přes Vltavu v Praze (1841), vybudování koňské dráhy České Budějovice-Linec a zřídil paroplavbu po Labi od Mělníka až k hranicím.
Podporoval také řadu českých národních aktivit. Patřil k oněm několika českým šlechticům, které František Palacký považoval za věrné Čechy. Zároveň však dbal o naprostou věrnost habsburskému panovníkovi. Stál v čele příprav korunovace Ferdinanda V. českým králem a při následných oslavách obdržel 17. září 1836 spolu s třinácti dalšími šlechtici Řád zlatého rouna. Roku 1842 byl při příležitosti výročí čtyřiceti let vykonávání státní služby jmenován čestným občanem Prahy. Roku 1843 se vzdal úřadu purkrabího a stáhl se z veřejného života. Byl posledním českým purkrabím, po něm následovalo období správců země dosazovaných z Vídně.
V roce 1841 koupil zámek Velké Březno a v letech 1842 až 1845 jej nechal přestavět podle plánů vídeňského stavitele Heinricha von Ferstela, aby tam prožil zbytek svého života.
Zemřel ve Vídni-Leopoldstadtu na Praterstraße č. 30 dne 28. prosince 1868. Pohřben byl v roce 1869 v rodinné hrobce v obci Valtířov nedaleko velkobřezenského zámku.

## Rodina

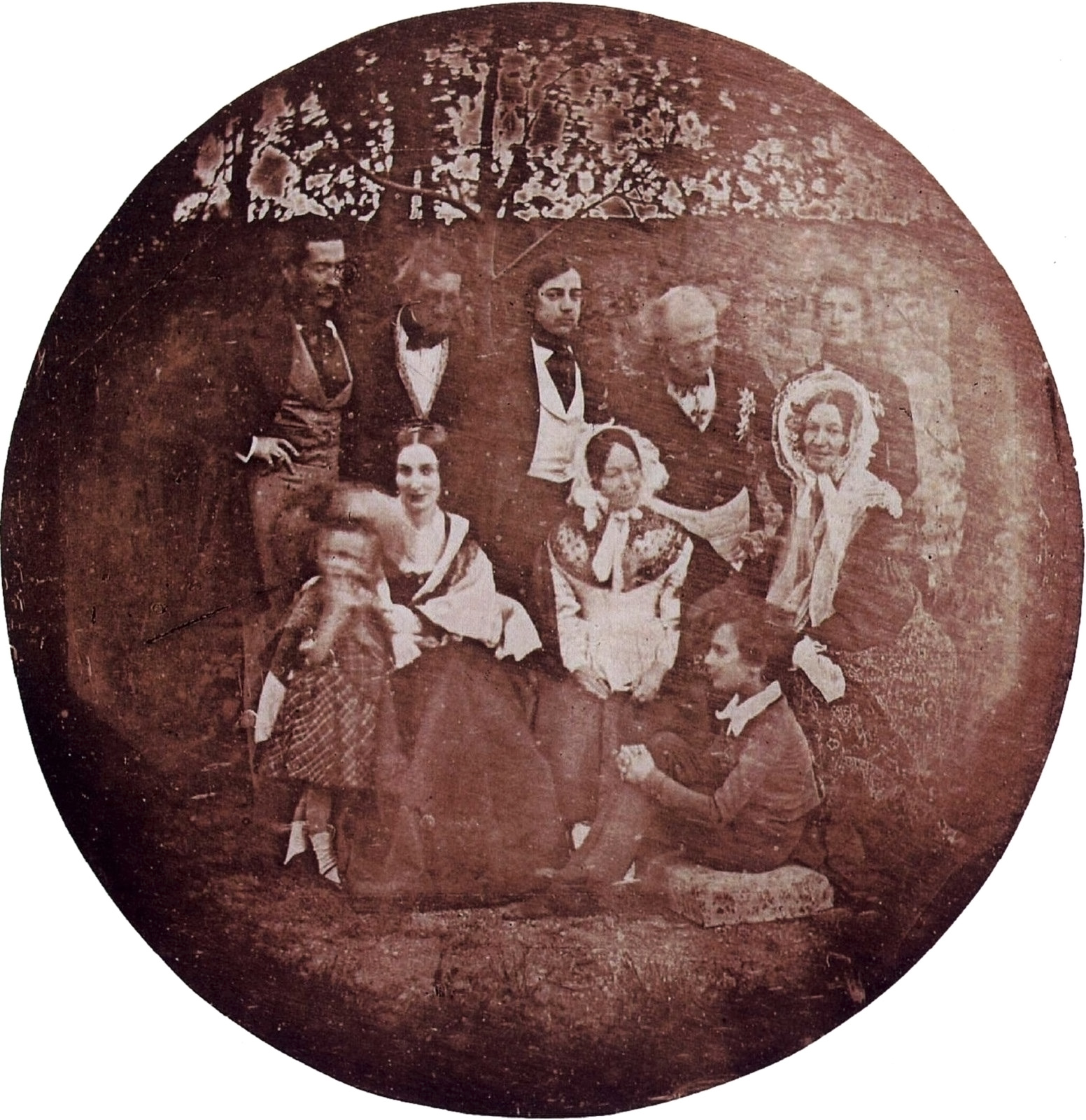
Nejstarší česká portrétní fotografie. Rodina nejvyššího purkrabího Českého království hraběte Karla Chotka s doprovodem, 1839. Hrabě Chotek se sklání k manželce Marii, po jeho pravici stojí nejstarší syn Antonín, na levé straně syn Emanuel a před nimi, bokem k fotografovi, sedí nejmladší syn Bohuslav.

Karel Chotek se narodil ve Vídni jako pátý z osmi synů Jana Rudolfa hraběte Chotka (1749–1824) a Marie Sidonie, hraběnky Clary-Aldringenové (1748–1824). Starším bratrem Karla Chotka byl Ferdinand Maria Chotek, čtvrtý arcibiskup olomoucký. Jejich otec Jan Rudolf byl v letech 1802–1805 nejvyšším pražským purkrabím a v této funkci se snažil o modernizaci Prahy – např. otevřel Královskou oboru (Stromovku) veřejnosti. Později byl povolán do Vídně, kde zastával funkci konferenčního ministra.
Dne 9. června 1817 se ve Vídni Karel Chotek oženil s Marií, hraběnkou Berchtoldovou z Uherčic (1794–1878). Měli spolu tři syny, z nichž však otce přežili jen dva – Antonín (1822–1883) a Bohuslav (1829–1896). Vnučkou Karla Chotka byla Olga Chotková (s. M. Antoinetta) (1860–1934), která vstoupila do Kongregace sester sv. Karla Boromejského - Boromejek a Žofie Chotková, manželka následníka rakousko-uherského trůnu Františka Ferdinanda d'Este.

## Nejstarší česká daguerrotypie
Nejstarší dochovanou portrétní fotografií na českém území je daguerrotypie rodiny nejvyššího purkrabího Českého království hraběte Karla Chotka s doprovodem z roku 1839. Rodina se nechala vyfotografovat v Mnichově při své cestě po Evropě, kterou podnikla koncem října a začátkem listopadu 1839. Může se jednat také o jednu z nejstarších portrétních fotografií na světě, jelikož podrobnosti o daguerrotypii byly zveřejněny teprve v srpnu téhož roku.